# 신좡구

신좡 구의 위치

신좡구(한국어: 신장구, 중국어: 新莊區, 병음: Xīnzhuāng Qū)는 중화민국 신베이시의 구이다. 넓이는 19.7383km2이고, 인구는 2015년 8월 기준으로 412,497명이다.

## 지리
신좡 구는 신베이시의 서쪽에 위치하고 남쪽으로 반차오 구, 남서쪽으로 수린 구, 서쪽으로 타오위안시 구이산 향, 북쪽으로 타이산 구, 우구 구, 동쪽으로 싼충 구와 접한다.

## 역사
신좡이라는 명칭은 '새로운 가장(街莊)'이라는 의미이다. 담수 하안에 입지해 대만 북부에서 일찍부터 개발된 지역의 하나이다. 청의 건륭 가경 연간에는 많은 상선이 모여 활기찼다. 그러나 가경 중기 이후 담수하에 토사가 퇴적해 선박의 항행이 불가능해지고 나서는 정체했다. 청말의 광서 연간이 되면서 신장에 철도가 부설되어 다시 활황을 보였지만 홍수 피해로 철도가 판교를 경유하게 되면서 다시 정체의 시기를 맞이하였다.
일본 통치 시대의 1920년에 다이호쿠 주의 신쇼 군으로 재편되면서 당시의 농업의 중심지를 관할에 포함하게 되었고 대량 소비지인 다이호쿠를 배후에 두어 다시 상업 활동이 활발해졌으며 다이호쿠의 위성 도시로서의 성격이 강해졌다.
태평양 전쟁 말기에 타이베이로부터 중요 정부 기구와 공장이 피난 와 현재의 공업도시로서의 기초가 세워졌다. 중화민국이 대만을 영유한 후에는 신좡 진(新莊鎮)이 성립해 지방자치 시대가 개막되었다. 인구의 증가로 1980년에 신좡 시로 승격해 현재에 이르고 있다.

## 경제
신좡 시는 타이완 공업의 핵심 지역이다. 국가 프로젝트의 우구 공업구가 우구 향에 걸쳐 건설되어 있고 그 외에 터우첸 공업구, 충린 공업구, 시성 공업구 등의 대형 공업단지가 설치되어 6,000사가 넘는 공장이 존재하고 있다.

## 교육
- 천주교 푸런 대학